# Der fünfte Kopf des Zerberus
Der fünfte Kopf des Zerberus (Originaltitel: The Fifth Head of Cerberus) ist der Name einer dreiteiligen Kurzgeschichtensammlung, die der amerikanische Science-Fiction- und Fantasy-Autor Gene Wolfe im Jahr 1972 veröffentlichte. Die deutsche Ausgabe erschien 1974 im Wilhelm Heyne Verlag in der Übersetzung von Yoma Cap. Eine Neuübersetzung von Hannes Riffel ist 2023 im Carcosa Verlag veröffentlicht worden.

## Ort und Hintergrund der Handlung
Die drei Geschichten spielen in einem fernen, nicht näher beschriebenen Sonnensystem. Ort des Geschehens sind die Planeten Sainte Anne und Sainte Croix, die um ein gemeinsames Zentrum kreisen und daher als „Schwesterwelten“ bezeichnet werden. Diese astronomische Besonderheit bildet ein grundlegendes Element der drei Novellen und stellt quasi das „Bühnenbild“ der Erzählungen dar.
Beide Welten teilen ein gemeinsames Schicksal. Sie wurden von Franzosen besiedelt, die – allem Anschein nach – einen verlustreichen Unabhängigkeitskrieg gegen die Erde, die „Mutterwelt“ geführt haben. Aus diesem gingen sie als Verlierer hervor, mit der Folge, dass der koloniale Status wechselte und ein Besatzungsregime oktroyiert wurde. Doch hier enden die Gemeinsamkeiten. Während vieles darauf hindeutet, dass Sainte Anne in früheren Zeiten von einer Zivilisation von Gestaltwandlern bevölkert war, haben auf Sainte Croix niemals höhere Lebensformen existiert. Auch die soziale Entwicklung nahm höchst unterschiedliche Wege. So sind beide Gesellschaften von der französischen Kolonialbevölkerung geprägt. Auf Sainte Anne wurde diese jedoch ihres Einflusses beraubt und ist im Verschwinden begriffen. Demgegenüber konnten auf Sainte Croix die Franzosen ihre Rolle als Führungsschicht behaupten und wurden durch offene Kollaboration zu loyalen Verbündeten der Besatzungsmacht.
Die unterschiedliche gesellschaftliche Entwicklung der Doppelplaneten führt zu wachsenden politischen Spannungen. Der Fortgang der Ereignisse zeigt, dass in naher Zukunft mit dem Ausbruch eines Krieges zwischen Sainte Anne und Sainte Croix zu rechnen ist.

## Die drei Kurzgeschichten

### Der fünfte Kopf des Zerberus

#### Thematik und Rezeption
Die Titelgeschichte beschreibt die Suche des Protagonisten nach dem Selbst aus dem Labyrinth einer schrecklichen Kindheit. Dabei nimmt die Evolutionstheorie breiten Raum ein. Der Autor beschäftigt sich mit grundlegenden Aspekten der menschlichen Identität und behandelt die Problematik der Klonierung. Isaac Asimov wählte „Der fünfte Kopf des Zerberus“ für seinen Sammelband Nebula Award Stories 8 aus und stellte die Novelle als Paradebeispiel dafür vor, „wie die Welt der neuen Biologie aussehen könnte“.

#### Inhaltsangabe
Zu Beginn der Novelle zieht der Ich-Erzähler das Resumé seines bisherigen Lebens. Er erinnert sich an die Kindheit in Port Mimizon, einem zentralen Schauplatz der ersten und der dritten Novelle. Die Stadt ist auf Sainte Croix, der Schwesterwelt von Sainte Anne gelegen und von einem eigentümlichen Fin de Siècle gekennzeichnet. Schon früh beschäftigt er sich mit den „Abos“, den rätselhaften Ureinwohnern von Sainte Anne. Diese wurden allem Anschein nach von den französischen Siedlern ausgerottet. Maitre, der Vater des Erzählers, betreibt ein gut frequentiertes Bordell, geht jedoch hauptberuflich naturwissenschaftlichen Studien nach.
Eines Abends wird der Erzähler von seinem Vater in dessen Labor gerufen. Dort erfährt er, dass sein neuer „Name“ von nun ab „Nr. 5“ lautet. In der Folgezeit beginnt sich sein Leben massiv zu ändern. Maitre, dem Nr. 5 auf verblüffende Weise ähnlich sieht, unterzieht ihn grausamen Experimenten. Der junge Mann freundet sich mit dem Mädchen Phaedria an. Zusammen unternehmen sie einen Einbruch, bei dem sie von einem Wächter attackiert werden. Hierbei machen sie eine makabre Entdeckung: der Wächter ist eine geklonte Version von Nr. 5 – offensichtlich ein missglücktes Experiment seines Vaters.
Einige Zeit später trifft der Erzähler Maitre in der Gesellschaft des Anthropologen Dr. Marsch an. Er erfährt, dass er einer „Familie“ von Klonen entstammt. Die Reproduktion identischer Abkömmlinge verhindert eine biologische und soziale Weiterentwicklung. Daher befindet sich die Familie seit Generationen in einem Zustand der Stagnation. Die Situation eskaliert: Nr. 5 konfrontiert Dr. Marsch mit der Behauptung, dass es sich bei ihm in Wirklichkeit um einen (Halb-)Abo handele. Kurz darauf ermordet er seinen Vater.
In den folgenden Jahren verbüßt Nr. 5 seine Strafe in einem Arbeitslager auf Sainte Croix. Er wird nach langer Zeit freigelassen und kehrt zurück an die Stätte seiner Kindheit. Dort wendet er sich den Experimenten zu, die Maitre bereits zu seinem Lebensinhalt erkoren hatte. Der Leser erkennt: auch Nr. 5 ist nicht dazu imstande, den familiären Teufelskreis zu durchbrechen. Seine Herkunft als Klon und die identische Umgebung führen dazu, dass er sich zum getreuen Ebenbild seines Vaters entwickelt.

#### Begriffe
„Veil – Hypothese“
Diese besagt, dass die Abos tatsächlich Gestaltwandler waren. Sie töteten die ersten Menschen bei ihrer Landung auf Sainte Anne und besiedelten daraufhin Sainte Croix. Fazit: Die Doppelplaneten werden ausschließlich von zu „Menschen“ gewandelten Abos bewohnt.

### Ein Märchen von John V. Marsch

#### Thematik und Rezeption
Die zweite Novelle schildert Marschs Versuch, eine Kultur in ihrem reinen ursprünglichen Zustand zu rekonstruieren. Gene Wolfe beschreibt eine steinzeitliche Stammesgesellschaft und den von ihr gepflegten Ritus der Initiation. Entscheidende Bedeutung kommt der Frage nach dem Zusammenprall von Zivilisationen und dem daraus resultierenden Kulturschock zu. Peter Nicholls, Mitherausgeber der Encyclopedia of Science Fiction, bezeichnet „Ein Märchen von John V. Marsch“ als „einen der gelungensten literarischen Versuche innerhalb der Science-Fiction, außerirdisches Leben in seiner reinen, ursprünglichen Form begreifbar zu machen.“

#### Inhaltsangabe
In einer mythischen Traumzeit auf Sainte Anne bringt die Abofrau „Wispernde Zedernzweige“ die beiden Zwillingssöhne „Ostwind“ und „Sandwanderer“ zur Welt. Kurz nach der Entbindung wird Ostwind von Mitgliedern des Stammes der „Marschleute“ geraubt. Dreizehn Jahre später macht sich Sandwanderer auf, um den Rat eines Priesters zu suchen. In der Höhle des Schamanen bringt er eine Opfergabe dar und erlebt eine Vision, in der er mit dem Bewusstsein seines verschollenen Zwillingsbruders zu verschmelzen scheint. Später, bei der Jagd, trifft Sandwanderer auf eine Gruppe von „Schattenkindern“, mit denen er sich anfreundet und die Beute teilt. Er lernt den „Alten Weisen“ kennen, bei dem es sich offensichtlich um eine Manifestation des kollektiven Bewusstseins der Schattenkinder handelt.
Einige Zeit später wird die Gruppe von Marschleuten überwältigt und in eine Grube geworfen. Dort trifft Sandwanderer auf weitere verschleppte Stammesangehörige – und – auf seinen Zwillingsbruder Ostwind, der sich am Rand der Grube zeigt. Nach der Entführung bei der Geburt hat er die Erziehung der Marschleute durchlaufen und ist nun zur rechten Hand des Stammespriesters geworden. Er teilt Sandwanderer mit, dass alle Gefangenen geopfert werden sollen.
Als die Marschleute mit der Durchführung ihrer Rituale beginnen, stürzen fremde Flugkörper vom Himmel. Die Eroberung der Doppelplaneten durch die Franzosen hat begonnen. Sandwanderer nutzt die nun entstehende Verwirrung und tötet seinen Bruder Ostwind. Er wird von den Franzosen mit ausgestreckten Händen begrüßt und muss erkennen, dass die „Tage der langen Träume“ vorüber sind.

#### Begriffe
„Atlantis, Mu, Gondwanaland“
Die Erzählung deutet an, dass der Ursprung der „Schattenkinder“ eine andere Welt, nämlich die Erde ist. Als ihre menschlichen Vorfahren auf Sainte Anne landeten trafen sie dort auf Ureinwohner, die ihre Gestalt verändern konnten. Die Gestaltwandler nahmen das Aussehen der Menschen an, während diese im Laufe der Zeit zu den heutigen Schattenkindern degenerierten.

### V.R.T.

#### Thematik und Rezeption
In der dritten Kurzgeschichte erreicht die Suche nach der persönlichen und kulturellen Identität ihren Höhepunkt, als sie mit der Grausamkeit derer konfrontiert wird, die gedankenlos und brutal eine Kultur ausradieren, wenn sie ihren Interessen im Wege steht. „V.R.T.“ verbindet die drei Teilgeschichten in der Rückschau zu einer Novelle und erläutert die Mechanismen und die Ideologie eines totalitären Systems. Im Vordergrund steht die Thematik des Postkolonialismus, dargestellt am unaufhaltsamen Verfall einer Gesellschaft. Wolfgang Jeschke lobte die stilistische Brillanz der Erzählung und konstatierte, sie handele „von Macht, von Macht über Menschen, und davon wie die Ausübung von Macht Menschen korrumpiert“.

#### Inhaltsangabe
Auf Sainte Croix beschäftigt sich ein Offizier der Militärverwaltung mit einem Aktenvorgang aus Port Mimizon. Dieser betrifft Dr. John Marsch, der sich dort seit geraumer Zeit in Einzelhaft befindet. Das Interesse des Offiziers richtet sich vor allem auf ein Tagebuch, das augenscheinlich von Marsch während einer Expedition auf Sainte Anne verfasst wurde.
Ziel der Forschungen war es eine Erklärung für das plötzliche Verschwinden der „Abos“, der geheimnisvollen Ureinwohner von Sainte Anne, zu finden. Da er nur über widersprüchliche Informationen verfügte, beschloss Marsch eine Reise in das unerforschte Hinterland des Planeten zu unternehmen. Älteren Berichten zufolge sollten dort noch einige Stämme der „Eingeborenen“ anzutreffen sein. Begleitet wurde der Wissenschaftler von einem ortsansässigen Jungen, bei dem es sich möglicherweise um einen halben Abo handelte. Die Expedition führte nicht zu den gewünschten Ergebnissen, da trotz einiger rätselhafter Begebenheiten keine Kontaktaufnahme mit den Ureinwohnern gelingen wollte.
Als der Junge bei einem Unfall zu Tode kommt, geht mit Marsch ein seltsamer Wandel vor sich: die Tagebuchaufzeichnungen ändern sich in Schrift und Inhalt und sein Bewusstsein scheint immer mehr mit dem Bewusstsein des verstorbenen Begleiters zu verschmelzen. Wurde der Anthropologe zum Täter oder zum Opfer eines Verbrechens? Welches Rätsel liegt dem Tagebuch zugrunde? Hat das zur Leidenschaft gesteigerte Interesse für die fremde Rasse – sei es durch Studium, Wahnsinn oder Gestaltwandel – zur eigenen Metamorphose des Wissenschaftlers geführt?
Die Geschichte endet mit einer ironischen Pointe: welche Identität auch immer hinter Dr. John Marsch verborgen sein mag, sie wurde ihm mit seiner Einkerkerung wieder genommen. Der Offizier verfügt die dauerhafte Inhaftierung des Anthropologen im Militärgefängnis von Port Mimizon.

#### Begriffe
„Die Macht der Wahrheit“
Ideologisches Schlagwort mit dem das Regime auf Sainte Croix seine Herrschaft legitimiert. Die Parallele zu George Orwells „Doppeldenk“ ist genau so offensichtlich, wie die an Franz Kafka erinnernde Zerstörung des Individuums durch eine zynische, seelenlose Bürokratie.

## Auszeichnungen
- 1972: Nominierung der Titelgeschichte für den Nebula Award for Best Novella[4]
- 1973: Nominierung der Titelgeschichte für den Hugo Gernsback Award[5]
- 1973: Nominierung der Titelgeschichte für den Locus Award[6]

## Kritiken
- (...) Und daß "The Fifth Head of Cerberus" (...) eines der größten SF-Werke der Siebziger ist, vielleicht einer der zehn besten SF-Romane in englischer Sprache. (Michael K. Iwoleit)[7]
- Gardner Dozois: The original story was the best novella of the 1970s.[8]
- The Fifth Head of Cerberus ist ein blendend erzähltes Gothic Mystery, in der allmählich das zentrale Rätsel enthüllt wird. (Brian W. Aldiss)[9]
- Neil Barron lobte die Komplexität der Aussage und die reine Anmut dieser ausgezeichnet geschriebenen Geschichte[10]
- Die wahre Stärke von Der Fünfte Kopf des Zerberus liegt jedoch nicht in der Stärke jeder einzelnen Novelle, sondern in der Art und Weise, wie die drei sich ergänzen und als Zyklus eine größere Einheit bilden[11]
- Ein einzigartiges Buch, feinsinnig und spannend geschrieben. In der gesamten Science Fiction ohne jeden Vergleich (...)[12]